# Энергетика Таджикистана
Энергетика Таджикистана — отрасль экономики Таджикистана. Таджикистан входит в Объединенную энергосистему Центральной Азии.

## Электроэнергетика
Таджикистан обладает значительным потенциалом области гидроэнергетики, который ещё мало реализован. Общий объём гидроэнергоресурсов оценивается в 527 млрд кВт·ч, в том числе, технически возможный к использованию составляет 202 млрд кВт·ч, а экономически целесообразный к строительству — 172 млрд кВт·ч.
Парк Мощность Электростанции Таджикистана:
- Нурекская ГЭС — мощность[4] 3000 МВт.
  - Сангтудинская ГЭС-1 — мощность 670 МВт.
  - Байпазинская ГЭС — мощность 600 МВт.
  - Рогунская ГЭС — мощность 600 МВт. (запуск первый агрегат)
  - Душанбинская ТЭЦ-2 — мощность 400 МВт.
  - Головная ГЭС — мощность 240 МВт.
  - Сангтудинская ГЭС-2 — мощность 220 МВт.
  - Душанбинская ТЭЦ — мощность 198 МВт.
  - Кайраккумская ГЭС — мощностью 126 МВт.
  - Яванская ТЭЦ — мощность 120 МВт.
  - Перепадная ГЭС — мощность 29,9 МВт.
  - Центральная ГЭС — мощность 15,1 МВт.
  - Варзобский каскад из ГЭС Варзоб−1, −2 и −3 на р. Душанбе-Дарья общей мощностью 25,7 МВт.
  - Несколько десятков малых (мощностью до 1,5 МВт) и микроГЭС (мощностью до 0,1 МВт).

Страна экспортирует электроэнергию в Узбекистан, Кыргызстан и Афганистан. В стране идёт строительство огромного и самого высокого в мире ГЭС «Рогун» после сдачи в эксплуатацию страна будет экспортировать энергию в Пакистан.
С начала года[какого?] Таджикистан экспортировал более 2,5 млрд. кВт.ч. электроэнергии. За счет этого республика получила $72 млн. 527 тыс. Это почти на 50% больше показателя аналогичного периода прошлого года.
А в 2020 году прогнозируется[кем?] резкий рост объема экспорта электроэнергии — до 4 млрд кВт-ч. Общая стоимость при этом должна будет достигнуть $120,5 млн (около 7,14 млрд рублей по текущему курсу).
Ожидается, что до конца нынешнего года[какого?] Таджикистан экспортирует в соседние страны не менее 3 млрд. кВт/ч электроэнергии.
Согласно достигнутым электроэнергетическими компаниями договоренностям, Узбекистан приобретает таджикскую электроэнергию по 2 американских цента за один киловатт, а Афганистан платить за каждый киловатт по 4,1 цента.

## Топливная энергетика
Топливная энергетика Республики Таджикистан представлен десятками предприятий, работающих на угле, нефти, природном газе и водной энергии.
В республике выявлены десятки месторождений угля. Многие из них расположены в труднодоступных горных районах, поэтому не разрабатываются. Общая добыча угля более 900 тысяч тонн угля.
Нефть в республике в небольших объёмах добывается Северном и Юго-Западном Таджикистане. Добываемая нефть в республике высокосмолистая. Из неё получают битум, а также пригодна в качестве котельного топлива.

## Возобновляемая энергия
В 2021 году мощность возобновляемой энергетики составляла 5 274 МВт и приходилась в основном на гидроэнергетику

### Гидроэнергетика
В 2021 году мощность гидроэнергетики составляла 5 274 МВт.

### Солнечная энергетика
На 2023 год солнечная энергетика развита достаточно слабо, однако в 2024 году правительство, опасаясь уменьшения выработки энергетики на ГЭС из-за таяния ледников, обязало все здания при строительстве оснащать солнечными панелями. Также в 2024 году в Таджикистане китайская компания China Pingmei Shenma Holding Group начала строительство СЭС «Пяндж» и «Дангара» общей мощностью 1 ГВт.